# Scrofa semilanuta

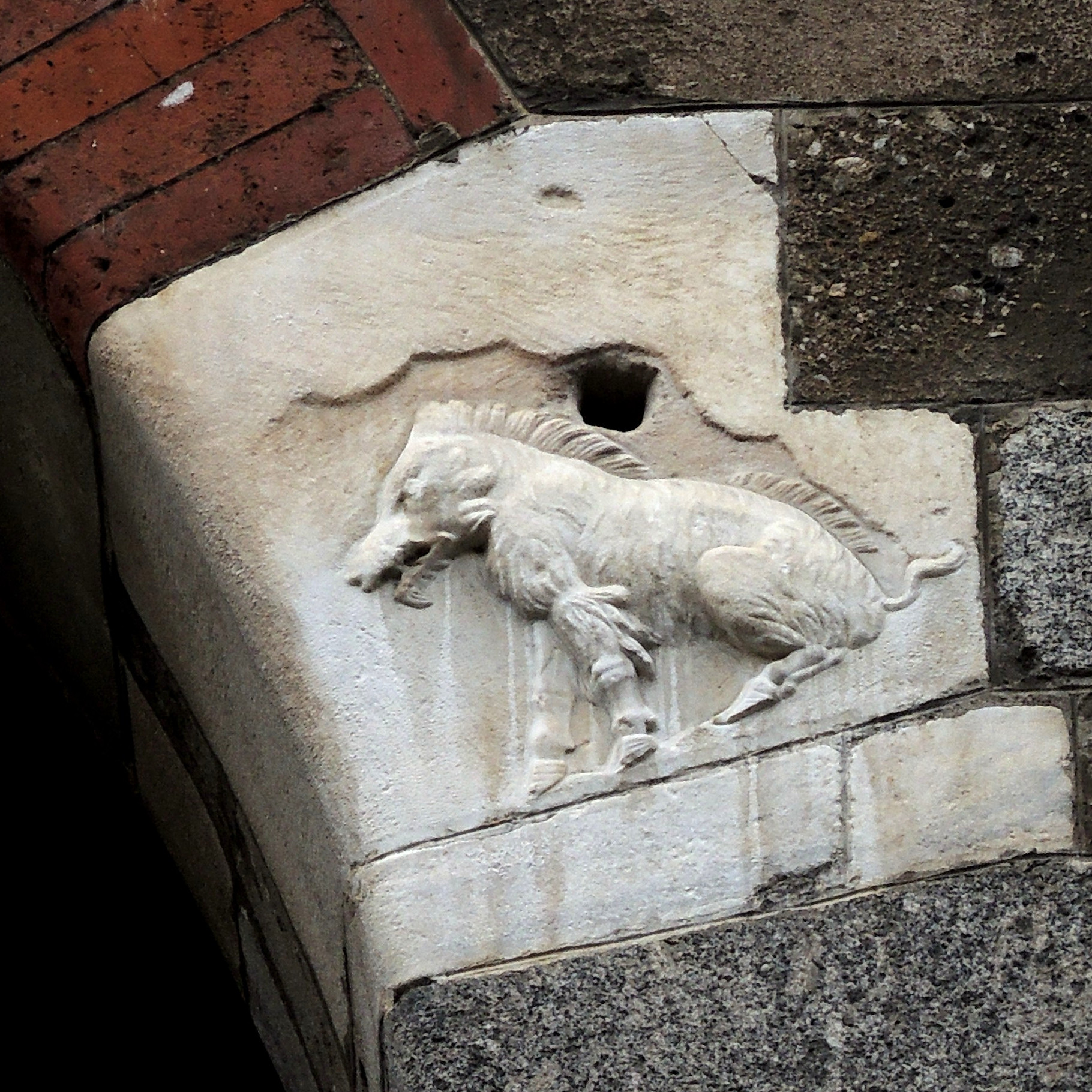
Bassorilievo della scrofa semilanuta su un piedritto del Palazzo della Ragione di Milano

La scrofa semilanuta è una creatura leggendaria, simbolo della città di Milano prima dell'età comunale, che si riallaccia alla fondazione del capoluogo lombardo, avvenuta ad opera dei Celti.

## Leggenda
Secondo una leggenda riportata in cronache medievali il fondatore di Milano sarebbe stato il celta Belloveso, che attraversò le Alpi e il territorio degli Edui per arrivare nella pianura Padana.
Nomina principiumque urbi sus lanea signet.
Una porca di lana ricoperta segni il principio alla cittade e il nome.
Intesa la volontà de' Numi e trovatasi una porca col tergo vestito di lana, in quel luogo istesso cominciossi a fondare la città che quindi nominossi»
(Andrea Alciato e traduzione di Giorgio Giulini)

## Menzioni
Riferimenti al legame tra fondazione di Milano e alla scrofa si trovano in alcune opere antiche, riportate poi fino al Settecento.
Claudio Claudiano la citò nell'Epithalamium de nuptiis Honorii Augusti.
Sidonio Apollinare avrebbe inserito un riferimento alla scrofa lanuta nel verso «quae lanigero de sue nomen habet».

## Raffigurazioni

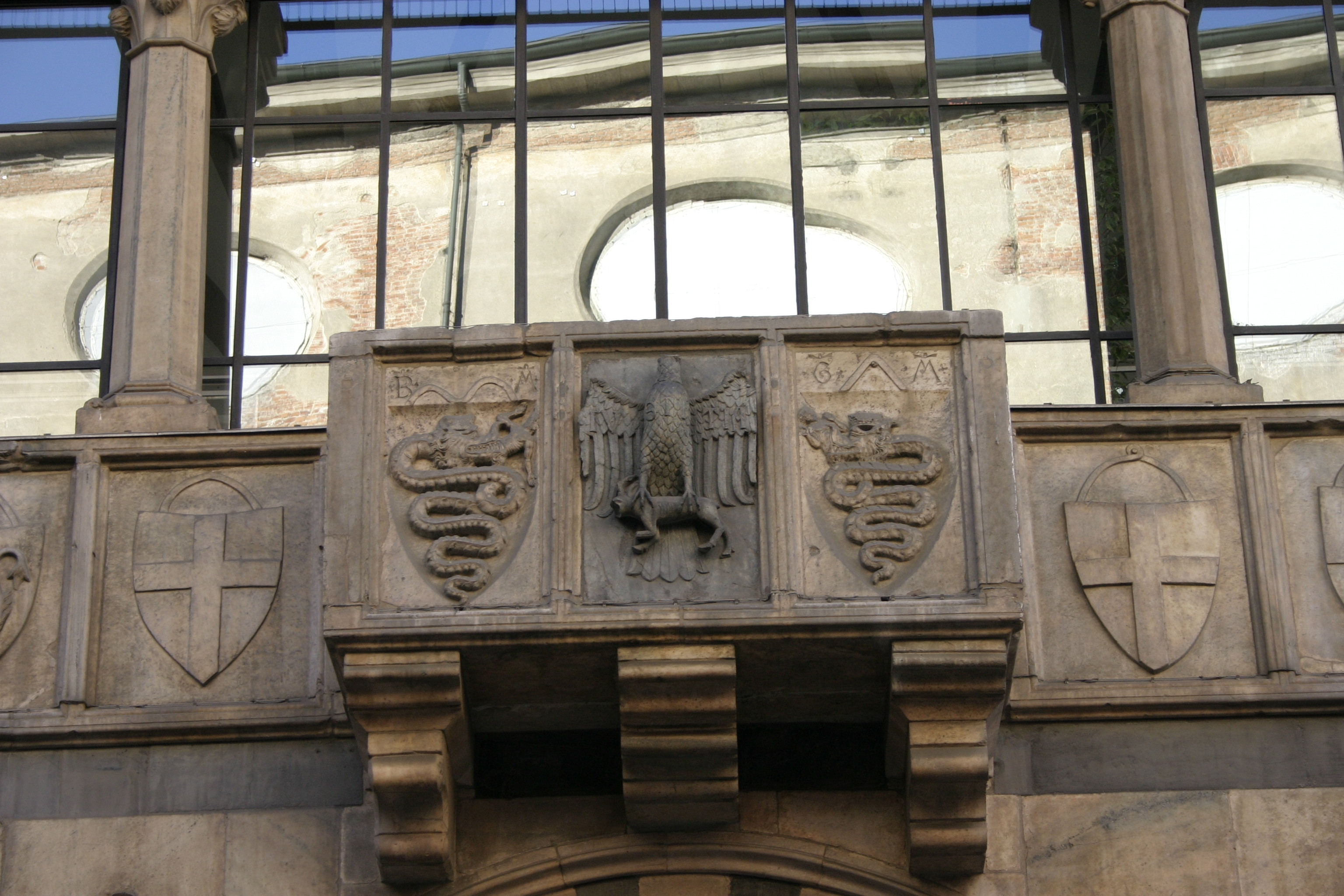
L'aquila che stringe la scrofa (Loggia degli Osii in piazza dei Mercanti a Milano, di fronte al Palazzo della Ragione)

In via Mercanti sul secondo arco del Broletto è inserito un bassorilievo apparentemente di un cinghiale, identificato con la scrofa semilanuta; il bassorilievo sarebbe stato rinvenuto nel 1233 durante gli scavi per la costruzione dell'edificio.
Sulla Loggia degli Osii è raffigurata un'aquila che stringe una scrofa, secondo alcuni autori «pubblica memoria essere Milano feudo imperiale».
La scrofa semilanuta è raffigurata in uno stemma nella corte interna di Palazzo Marino e in un altro sul porticato del Palazzo dei Giureconsulti che dà su via Santa Margherita.